# Ignatów (województwo lubelskie)
Ignatów – wieś w Polsce położona w województwie lubelskim, w powiecie chełmskim, w gminie Kamień.
W latach 1975–1998 miejscowość administracyjnie należała do województwa chełmskiego. 
Wieś jest sołectwem w gminie Kamień. Według Narodowego Spisu Powszechnego (III 2011 r.) liczyła 96 mieszkańców i była szesnastą co do wielkości miejscowością gminy.
Wierni Kościoła rzymskokatolickiego należą do parafii św. Michała Archanioła w Kamieniu.